# Kimberly Yokers
Kimberly R. Yokers (* 24. Mai 1982 in Seattle, Washington) ist eine ehemalige US-amerikanische Fußballspielerin.

## Karriere

### Verein
Von 2004 bis 2008 spielte Yokers für das unterklassige Team California Storm in der WPSL. Die beiden folgenden Saisons war sie Teil des Aufgebots des FC Gold Pride in der WPS. Nach der Auflösung der WPS spielte sie ein Jahr für New York Fury in der WPSL Elite.
Anfang 2013 wurde Yokers von der neugegründeten NWSL-Franchise der Western New York Flash verpflichtet. Ihr Ligadebüt gab sie am 20. April gegen Washington Spirit. Bereits im Juni wurde ihr Vertrag von Seiten der Flash aufgrund einer langwierigen Verletzung Yokers wieder aufgelöst. Bis dahin war sie in drei Ligaspielen zum Einsatz gekommen.

### Nationalmannschaft
Im Jahr 2001 nahm Yokers mit der US-amerikanischen U-21-Nationalmannschaft am Nordic Cup teil.